# Salvatore Adamo
Pour les articles homonymes, voir Adamo.
Ne doit pas être confondu avec Frank Alamo.
Salvatore Adamo, né le 1er novembre 1943 à Comiso en Sicile (Italie), est un auteur-compositeur-interprète italo-belge.
Fils d'une famille sicilienne immigrée en Belgique en 1946, il passe son enfance à Jemappes dans le monde des ouvriers mineurs du Hainaut. Entré dans le monde de la chanson en 1960, il connaît le succès international à partir de 1964 avec Tombe la neige, chanson suivie d'autres titres célèbres : Vous permettez, Monsieur ? (1964), Mes mains sur tes hanches (1965), Inch'Allah (1967), Petit bonheur (1969)…

## Biographie

### Enfance et adolescence
Salvatore est le fils de Concetta et Antonino Adamo. En 1947, son père part pour la Belgique afin de travailler dans les mines, accompagné de sa famille, qui s'installe à Jemappes, dans l'arrondissement de Mons. Entre 1950 et 1960, la famille Adamo s’agrandit de sept enfants. À l'âge de 13 ans, le jeune Salvatore est victime d'une méningite qui le contraint à vivre une longue hospitalisation à Louvain. Son père quitte aussitôt son emploi de mineur et la famille s'installe alors à Bruxelles. Dix mois plus tard, guéri, Salvatore reprend sa scolarité dans le but de devenir journaliste. En parallèle, il écrit de la musique et son grand-père lui offre une guitare.

### Débuts
En 1960, il participe à un concours de Radio Luxembourg et remporte la finale à Paris.

En 1963, il rencontre un premier succès avec Sans toi ma mie, qu'il doit en partie à l’opiniâtreté de son père, car l’accueil de la chanson est lent après l'enregistrement. Elle ne passe pas à la radio parce qu’on trouve sa voix bizarre. Il a même droit à cet avis négatif : « refusé pour voix désagréable ». Son père décide alors de prendre en main la destinée de son fils et démarche salles de spectacles et firmes phonographiques. Salvatore Adamo déclare à ce sujet : 

« J’avais vraiment l’impression que le disque était condamné. Comme un berger qui croit en son étoile, mon père a eu une idée géniale : mener une campagne « juke-box». À l’époque, un juke-box dans un café avait le potentiel d’une radio locale. Bingo ! Les gens ayant entendu ma chanson la réclament à la radio. Tout commence. La suite est merveilleuse. Sans toi ma mie reste six mois en tête des hit-parades. »

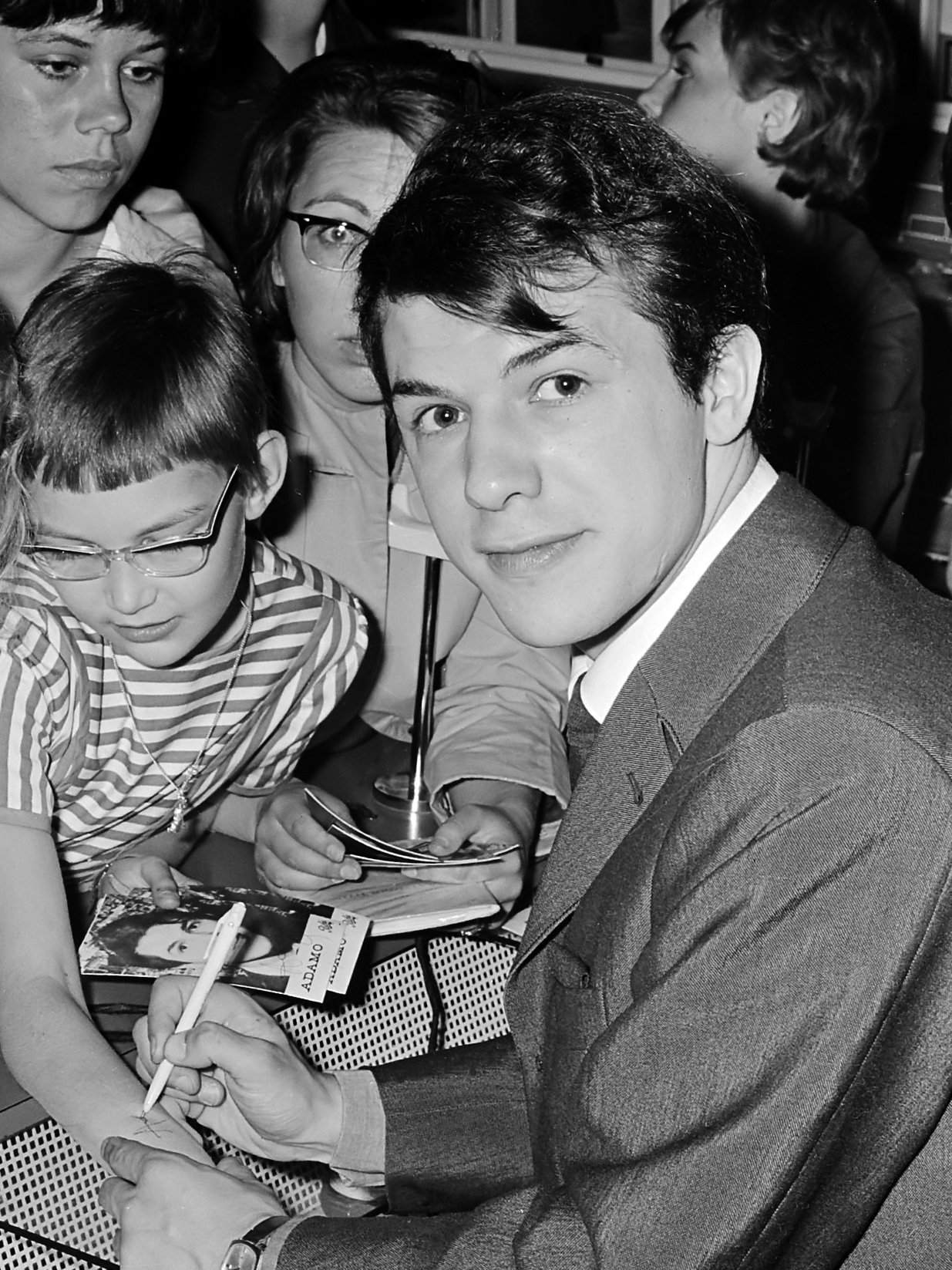
Adamo signant des autographes en 1964.

La même année, grâce à Annie Cordy, il effectue sa première télévision avec Danièle Danaé. Les succès s'enchaînent vite : Tombe la neige, Vous permettez, Monsieur ?, La Nuit (1964), Dolce Paola (en référence à Paola, à l'époque princesse de Liège, et future reine des Belges), Les Filles du bord de mer et Mes mains sur tes hanches (1965), Ton nom, Une mèche de cheveux (1966), Une larme aux nuages, Inch'Allah, Notre roman (1967), L'amour te ressemble, F… comme femme, (1968), À demain sur la lune, Petit bonheur (1969), Va mon bateau (1970), J'avais oublié que les roses sont roses (1971), C'est ma vie (1975).

### Consécration

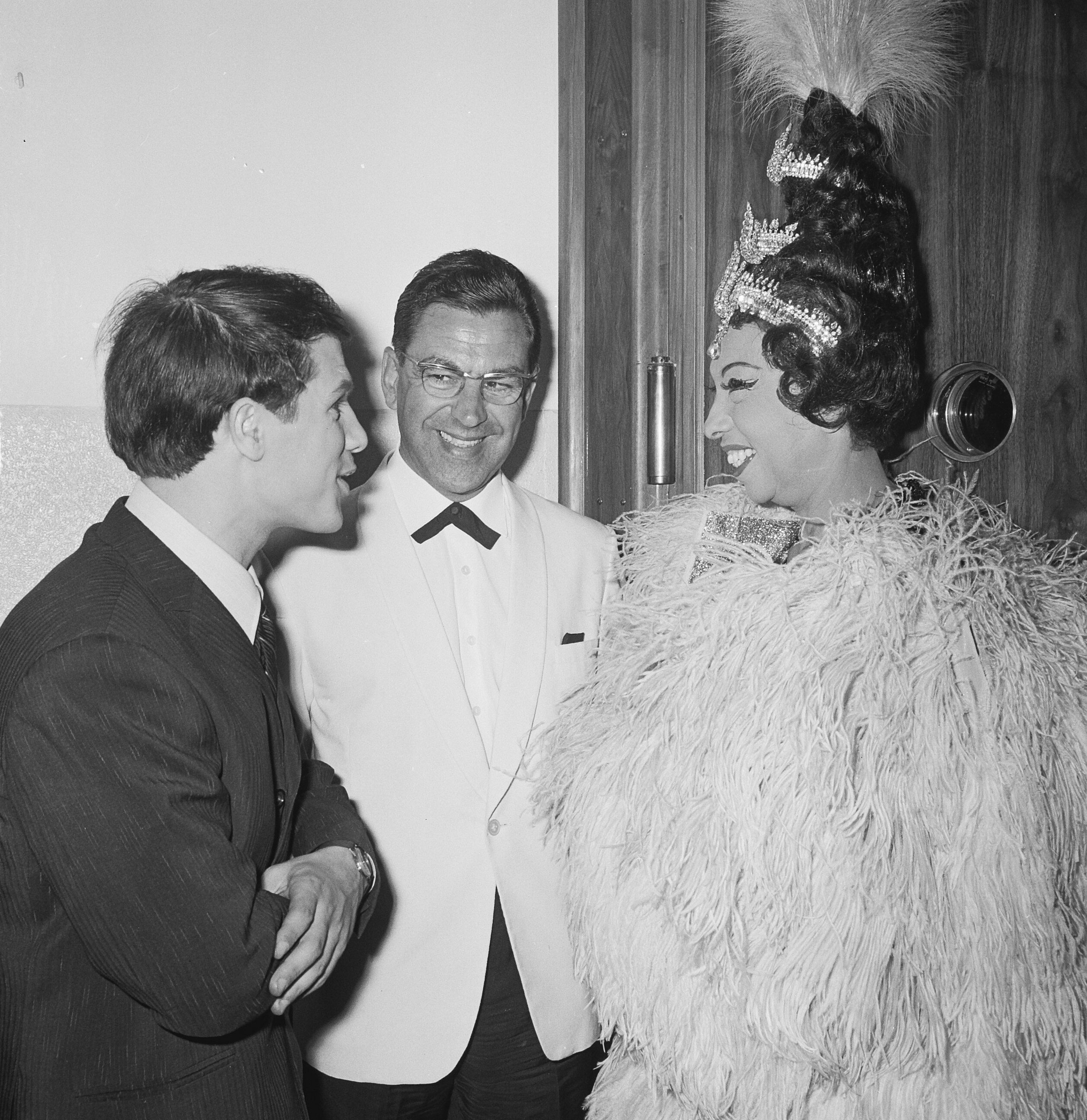
Salvatore Adamo, et en costume de scène Joséphine Baker au Grand Gala du disque, le 4 octobre 1964, au Concertgebouw à Amsterdam.

Adamo interprète ses chansons en diverses langues (italien, français, espagnol, allemand, néerlandais, japonais, portugais, turc),. Il figure sur la « photo du siècle » prise par Jean-Marie Périer en avril 1966, qui réunit quarante-six vedettes françaises de l'époque du « yéyé ».
En 1967, sa chanson Inch'Allah, écrite en 1966, donc avant la guerre des Six Jours, est interdite dans la plupart des pays arabes en raison du parti pris pro-israélien de ses paroles. L'artiste affirme que sa chanson est une chanson de paix et veut le prouver en publiant, en 1993, un texte modifié dans lequel les références négatives aux ennemis d'Israël sont estompées.
Dans les années 1960 et 1970, il écrit plusieurs chansons pour sa sœur Delizia Adamo (1952-2020), dont Prends le chien (1966), Qui te retient, Aime-moi (1974) ou encore Alors le bel été (1975).
Il tourne également au cinéma dans Les Arnaud (1967) avec Bourvil et L'Ardoise (1970) avec Jess Hahn, et coréalise L'Île aux coquelicots (1970) avec Eddy Matalon.
Les années 1980 et 1990 le voient un peu en retrait.

### Depuis 2000
En 2003 sort l'album Zanzibar, avec la collaboration de son ami le chanteur Arno, lequel compte déjà à son répertoire une fameuse reprise de la chanson Les Filles du bord de mer.
En 2004, à la suite d'un accident vasculaire cérébral, il doit annuler de nombreux concerts, notamment au festival des Vieilles Charrues. En 2007 sort La Part de l'ange, suivi d'une tournée.
En 2010, Salvatore Adamo reçoit le Grand Prix international de poésie francophone pour l'ensemble de son œuvre, lors du 52e Congrès national de la Société des poètes et artistes de France, qui se déroule cette année-là à Toulouse. La même année, il sort son 22e album De toi à moi, comprenant notamment des duos avec Chantal Lauby, Oxmo Puccino, Christophe ou avec sa fille Amélie.
En 2014, il reçoit une Victoire de la musique d'honneur pour ses cinquante ans de carrière.
En 2019, il souffre d'un sulcus, une fissure au niveau de ses cordes vocales, qui l'oblige à être opéré, à annuler plusieurs concerts et à rester silencieux pendant trois mois.
Le 27 janvier 2023, il publie (chez Fontana) In French Please!, un album d'adaptations en français de succès anglo-saxons (d'Elton John, Pearl Jam ou 10cc). Il inclut dans les textes une méditation sur le temps qui passe et sur le désir animant un artiste interprétant des chansons populaires.
En octobre 2023, en pleine tournée pour défendre son nouveau best-of C'est ma vie (paru le 13 octobre), il est victime "d'un problème [de santé] préoccupant qui [peut] mener à un autre plus grave".
Sa manageuse Virginie Borgeaud-Bigot a indiqué qu'il était « souffrant » mais que ce n'était « pas grave » et a précisé qu’il devait faire des examens médicaux et qu'il subissait du « stress » lié à sa chanson Inch'Allah et à l'actualité israélo-palestinienne.
Finalement, les examens médicaux révèlent qu'il s'agit « d'un hématome sur une corde vocale provoquant une aphonie temporaire » ainsi qu'il l'explique lui-même : « Je me suis retrouvé aphone pendant une bonne dizaine de jours. Rien ne sortait, c'était crispant, c'est le moins qu'on puisse dire. »
Cela l'amène ainsi à annuler successivement plusieurs concerts fin 2023 (notamment celui du 1er novembre 2023 à l'Ancienne Belgique de Bruxelles, jour de son 80e anniversaire) et début 2024, mais il annonce qu'il enregistre un album et qu'il reviendra sur scène le 5 mai 2024 à Mons.
Bien que son site web officiel annonçait un retour sur scène le 7 avril 2024 à Charleroi (pour un concert intitulé "C'est ma vie"), le concert à Mons début mai est bien le premier concert qu'il donne après 6 mois d'interruption. Il profite de cette pause forcée pour écrire et enregistrer un nouvel album - un album double devant compter entre 16 et 18 chansons - qui s'appellera (peut-être) Des nèfles et des groseilles dont la sortie initialement annoncée pour octobre 2024 a été repoussée à début 2025. 
Après une date estivale le 30 juin 2024 au Capitole à Gent en Belgique, il se lance le 15 septembre au Parc des Oiseaux à Villars-les-Dombes dans une tournée de 8 dates en Belgique et en France à l'automne et à l'hiver 2024 qui l'amène à passer le 1er octobre à l'Olympia à Paris avant de s'achever le 22 décembre 2024 au Palais des Beaux-Arts à Charleroi,. Une tournée de 4 dates en Belgique est d'ores et déjà annoncée pour le printemps 2025.

### Environnement artistique
Jacques Brel dit de lui qu'il est un « tendre jardinier de l’amour » et Raymond Devos, « Adamo… c'est chansons, c'est poèmes, c'est vibrations ! »

### Vie personnelle
Dans les années 1960, Salvatore Adamo offre à son père le restaurant La Notte, près de Marina di Ragusa, dans le Sud de la Sicile. Le 7 août 1966, sur la plage de Punta Braccetta voisine, voulant venir en aide à une nièce menaçant de se noyer, celui-ci est victime d'une hydrocution et se noie. Ce décès laisse Salvatore Adamo complètement désemparé, à la fois sur le plan professionnel, car son père s'occupait de tout, mais aussi dans sa vie privée, pour les responsabilités qu'il doit dorénavant assumer avec sa mère auprès de ses nombreux frères et sœurs encore mineurs. Sur le plan matériel il peut assumer, mais il n'a pas l'autorité de son père et estime, plus tard, que ses frères et sœurs sont alors un peu livrés à eux-mêmes,.
En 1969, il épouse Nicole, avec qui il a deux enfants : Antony, né en 1969, et Benjamin, en 1980,. Il a également une fille, Amélie, née hors mariage en 1979 de sa relation avec l'Allemande Annette Dahl, mannequin et actrice qu'il rencontre sur le tournage de L'Île aux coquelicots, le film qu’il coréalise en 1970,,.

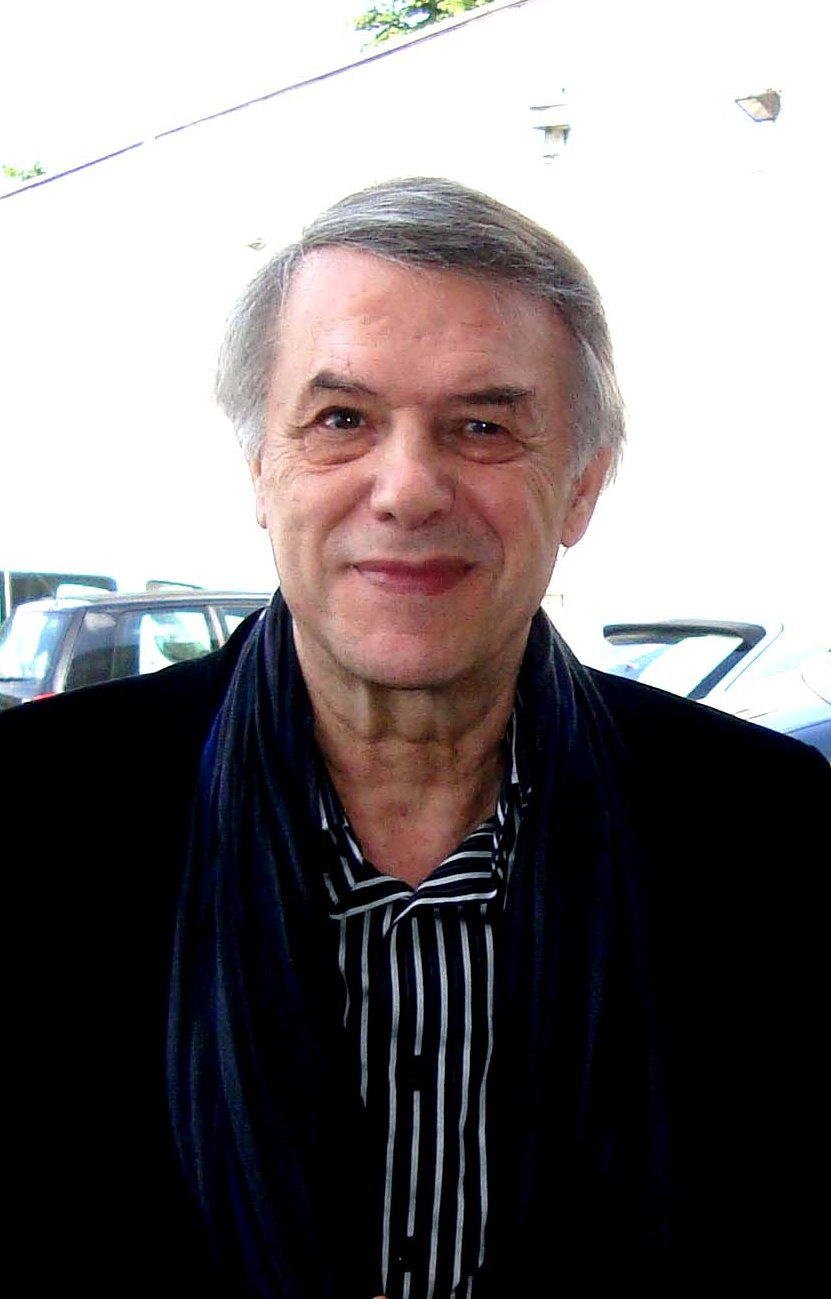
Salvatore Adamo, en mai 2011 avant son concert au Palais des beaux-arts de Charleroi.

Par arrêté royal du 4 juillet 2001 dont les lettres patentes n'ont été levées qu'en 2006, le roi des Belges Albert II lui octroie concession de noblesse personnelle et du titre personnel de chevalier, rarissime concession d'un titre de noblesse belge à une personne qui était de nationalité étrangère à cette époque. En 2002, il est fait officier de l'ordre de la Couronne. Bien qu'ayant vécu la plus grande partie de sa vie en Belgique, Adamo demeure détenteur de la citoyenneté italienne par fidélité envers son père et en raison de l'impossibilité légale (jusqu'en juin 2010) de posséder la double nationalité italo-belge. Il annonce son intention d'engager la procédure de naturalisation au début de l'année 2011 et en janvier 2013, déclare que l'obtention de sa double nationalité est « en cours de se régler ».
Il acquiert la nationalité belge lors de sa naturalisation, demandée à la fin de 2018 et qui a abouti le 30 septembre 2022,,,,.
Il vit à Uccle en région de Bruxelles-Capitale.

### Décorations
- 1987 :  Commandeur de l'ordre des Arts et des Lettres[36]
- 1991 :  Chevalier de l'ordre de la Couronne
- 2002 :  Officier de l'ordre de la Couronne[37]
- 2005 :  Officier de l'ordre national de la Légion d'honneur
- 2015 :  Commandeur du Mérite wallon (C.M.W.)[38]
- 2015 :  Commandeur de l'ordre de l'Étoile d'Italie
- 2016 :  Ordre du Soleil levant

### Distinctions et honneurs

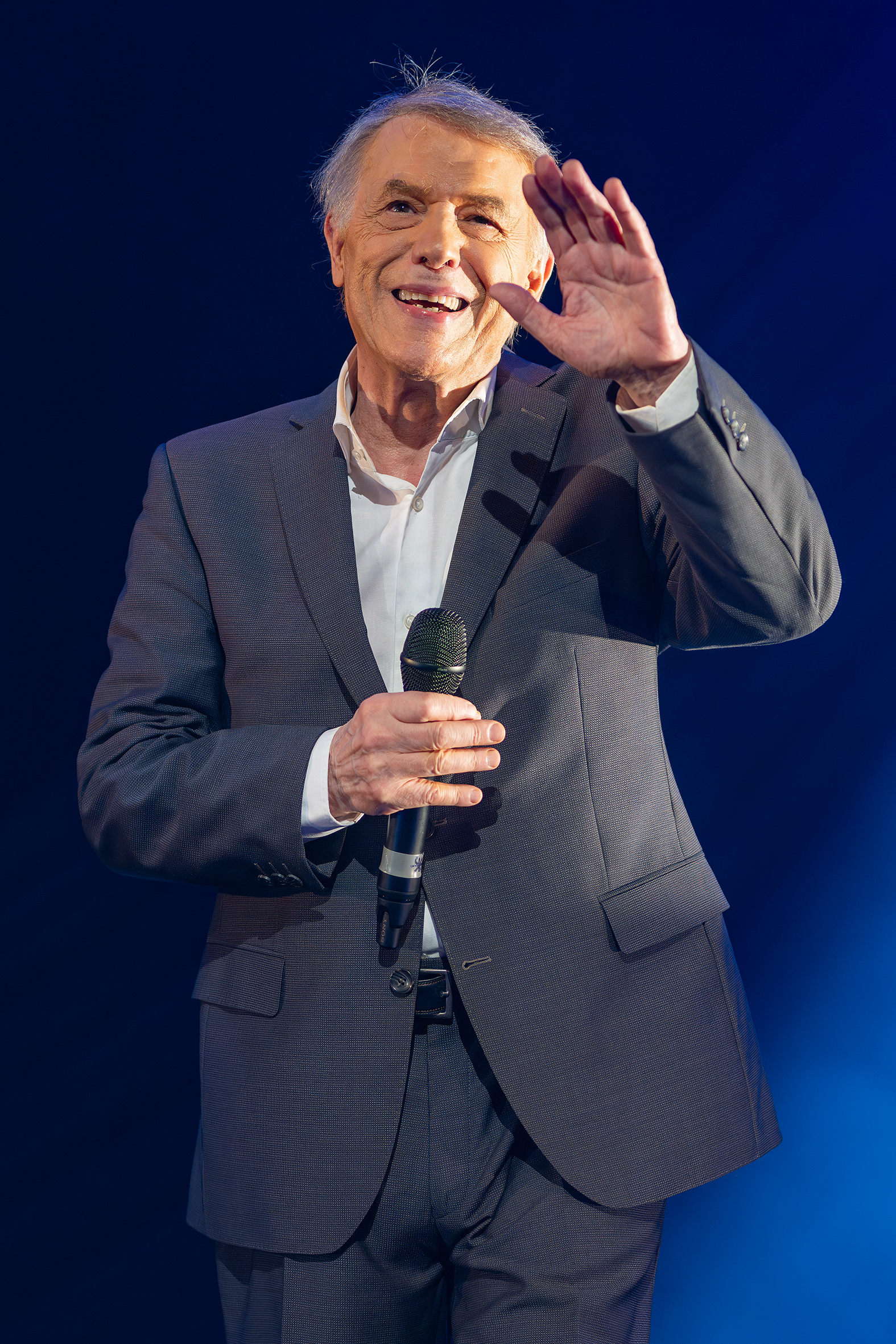
Concert d'Adamo à l'Ancienne Belgique en 2024

- 1964 : Edison award (album Vous Permettez Monsieur?)
- 1965, 1966, 1967 : Trophée Miden
- 1966 : Citoyen d’honneur de la ville de Jemappes[39]
- 1973 : Médaille d'argent de la ville de Jemappes[40]
- 1993 : Nommé ambassadeur d'Unicef Belgique
- 2002 : Citoyen d'honneur de la ville de Montréal
- 2002 : Citoyen d’honneur de la ville de Mons
- 2002 : Citoyen d’honneur de la commune de Comiso
- 2002 : Zamu Music Career Award
- 2002 : Zinneke de bronze
- 2002 : Citoyen d’honneur de la ville de Paris
- 2006 : Concession de noblesse personnelle et du titre de chevalier du royaume de Belgique. Sa devise est « Humblement mais dignement »[27].
- 2010 : Grand Prix international de poésie francophone pour l'ensemble de son œuvre[11]
- 2010 : Citoyen d’honneur de la ville d’Uccle[41]
- 2014 : Victoire de la musique d'honneur
- 2014 : Octaves de la musique d'honneur[42]
- 2014 : Doctorat honoris causa de l'Université de Mons[43]
- 2014 : Radio 2 Hall of Fame
- 2018 : Prix Tenco
- 2018 : Vagonate di vinile trophée de l'Associazione Vinile Italiana
- 2023 : SABAM Lifetime achievement award[44]

## Discographie
Salvatore Adamo a sorti une cinquantaine d'albums studio et une dizaine d'albums enregistrés en public. Il a chanté près de 850 chansons en huit langues : français (51 %), allemand (19 %), italien (12 %), espagnol (10 %), anglais (3 %), japonais (2 %), portugais (1 %) et néerlandais (moins de 1 %),,,.
Plusieurs chiffres apparaissent dans les médias au sujet de ses ventes de disques,,.

En France, pays où il a classé 19 chansons dans le Top 10 (dont sept à la première place), ses ventes totales sont estimées à près de 12 millions d'exemplaires. Il a également atteint la première place des hit-parades en Belgique, aux Pays-Bas, en Italie, en Espagne et en Argentine.

## Filmographie

### Acteur
- 1967 : Les Arnaud, de Léo Joannon : André Arnaud
- 1969 : L'Ardoise, de Claude Bernard-Aubert : Philippe
- 1970 : L'Île aux coquelicots, de lui-même et Eddy Matalon : Emmanuel
- 2003 : Laisse tes mains sur mes hanches, de Chantal Lauby : lui-même
- 2006-2008 : Melting-pot café, de Jean-Pierre Goossens : lui-même
- 2012 : Lili David, de Christophe Barraud : lui-même
- 2017 : Les Chamois, d'Olivier Chapelle et Frédéric Aylmer, réalisé par Philippe Lefebvre : lui-même

### Bande son
- 1992 : auteur, compositeur et interprète des chansons des génériques du dessin animé La Légende de Croc-Blanc, réalisé par Alain Sion
- 2003 : Sous le ciel de Sicile (Perduto amor), de Franco Battiato

## Écrits
- Le Charmeur d'océans (préf. Raymond Devos), éditions Claude de la Lande, 1980 - recueil de poèmes
- Les Mots de l'âme, éditions Anne Sigier, 1993 - recueil de poèmes
- Le souvenir du bonheur est encore du bonheur, éditions Albin Michel, 2001 - roman Traduction en italien par Nilo Pucci sous le titre La notte… l'attesa, Fasi Editore, 2015.
- À ceux qui rêvent encore, éditions Albin Michel, 2001 - recueil de chansons

## Hommages
- Laisse tes mains sur mes hanches, film de Chantal Lauby, 2003
- Patricia Lhommais, Ne t'en va pas, éditions Chloé des Lys, 2007
- Philippe de Kemmeter, Compact Book Adamo, éditions Coiffeurs pour dames, 2011[53]
- Patrick Jeudy, Adamo, ma vie, la vraie, documentaire, France 3, 2023[4]
- La chanson Tombe la neige apparait à plusieurs reprises comme leitmotiv, chantée par Adamo puis par Tchéky Karyo dans la série télévisée britannique  Boat Story (2023)